# 小泉奈央
小泉 奈央（こいずみ なお、1994年〈平成6年〉1月7日 - ）は、日本の女性モデルで、元レースクイーン。
石川県出身。金沢高等学校卒業。愛称は「なおなお」。

## 略歴
地元のモデルエージェンシー「アドバンス社」に所属しモデル活動を始め、2014年には北陸放送のローカルバラエティ番組『いしかわポジティブ宣言 月曜から絶好調!!』（後に『絶好調W』と改題）にレギュラー出演した。
2016年、ミス・ユニバース・ジャパン石川県代表に選ばれ全国大会に出場。同年にはミス・インターナショナルのファイナリストとしても全国大会に進んだが、いずれもグランプリ受賞はならなかった。
2017年、ワンエイトプロモーションに移籍し上京。2018年、SUPER GT500クラス「MOTULサーキットレディ」に選ばれレースクイーンデビュー。MOTULはこの年から従来のNISMO（23号車）に加え、NDDP RACING with B-MAX（3号車）も冠するようになったため、NISMO担当の小泉、NDDP担当の辻井美香の2人体制となった。
2019年、KONDO Racing「リアライズガールズ」としてSUPER GT500クラスのレースクイーンを担当するも、翌2020年はコロナ禍などでRQの仕事を行わなかった。その後2021年、ピレリからスーパー耐久シリーズの冠スポンサーを引き継いだ、ハンコックタイヤのイメージガールに当たる「ハンコックガール」を長坂有紗と共に務めたが、同年12月1日、自身のSNSでレースクイーン卒業を発表。翌2022年3月31日をもってワンエイトプロモーションとの契約を終了した。

## 人物
- 趣味：カラオケ、スポーツ観戦、ドライブ。
- 特技：バスケットボール、ピアノ、水泳、トランポリン。
- 資格：幼稚園教諭二種免許状、保育士資格、普通運転免許、スキューバダイビングライセンス[10]。
- 高校の同級生に東北楽天ゴールデンイーグルスの釜田佳直がいる[3]。
- 2018年のAUTECHレースクイーンを務めた長沼まゆ[7]と仲が良く、2人のコンビは「なおまゆ」と呼ばれている[11][12]。

## 活動

### レースクイーン
| 年     | カテゴリー                              | チーム名                                    | 他メンバー                     |
| ------ | --------------------------------------- | ------------------------------------------- | ------------------------------ |
| 2018年 | SUPER GT500クラス                       | MOTULサーキットレディ （NISMO・23号車担当） |                                |
| 2019年 | SUPER GT500クラス                       | KONDO Racing「リアライズガールズ」          | 南武果歩 岩波彩華 とももともも |
| 2021年 | スーパー耐久シリーズ powered by Hankook | ハンコックガール                            | 長坂有紗                       |

### テレビ出演
- いしかわポジティブ宣言 月曜から絶好調!!（北陸放送・2014年）
- 液体グルメバラエティー たれ（テレビ東京・2017年）[動画 3]
- 明石家さんまの爆笑!ご長寿グランプリ（TBS系列・2017年12月29日） 
「ご長寿早押しクイズ」地方予選会で沙倉しずか（北海道出身）と共にアシスタントを務める[14][15]。
- 芸能人格付けチェック これぞ真の一流品だ! 2019お正月スペシャル（ABCテレビ/テレビ朝日系列・2019年1月1日） - アシスタント[16]
- ニンゲン観察バラエティ モニタリング（TBS系列・2019年1月17日[17]、2020年2月13日[18]）

### 動画
1. ↑  NAO K_ 【ASMR】板チョコアイスを食べる音【咀嚼音】 - YouTube（2020年4月24日）2021年3月20日閲覧。
2. ↑  Miss Japan 2016 MUJ ISHIKAWA 小泉奈央 - YouTube（2016年2月3日）2021年3月20日閲覧。
3. ↑  テレビ東京【液体グルメバラエティー たれ】小泉奈央篇 好きな「たれ」は? - YouTube（2017年7月18日）2021年3月20日閲覧。